# MEGAドン・キホーテUNY豊田元町店
MEGAドン・キホーテUNY豊田元町店（メガドンキホーテユニーとよたもとまちてん）は、愛知県豊田市に所在するショッピングセンター。UDリテール株式会社が運営している。

## 概要
当初、『サンテラス豊田元町』として開業した。
その後、『アピタ豊田元町店』として2005年にオープンした。
2018年、ダブルネーム店舗への業態転換のため直営売場を一旦閉店。同年3月24日、UDリテール運営による『MEGAドン・キホーテUNY豊田元町店』に業態転換し、リニューアルオープンした。

## 主なテナント
- セリア
- サンキューカット（散髪屋）
- 蛸家くるり（たこ焼屋）

※ その他テナントはショップガイドを参照。

## 交通アクセス
- 名鉄三河線 土橋駅下車、徒歩で約10分。
- 東名高速道路 豊田インターチェンジより車で約6分。[5]